# NBA All-Star Game 2003
Le NBA All-Star Game 2003 s'est déroulé le 9 février 2003 dans la Philips Arena d’Atlanta. Lors de cette édition Michael Jordan devient le meilleur marqueur de l'histoire du All-Star Game, battant le record détenu par Kareem Abdul Jabbar depuis l'édition de 1988. L'équipe de l'Ouest inscrit le plus grand nombre de points marqués par une seule équipe lors d'une édition du All-Star.

## Effectif All-Star de l'Est
- Michael Jordan (Wizards de Washington)
- Allen Iverson (76ers de Philadelphie)
- Jason Kidd (Nets du New Jersey)
- Vince Carter (Raptors de Toronto)
- Ben Wallace (Pistons de Détroit)
- Tracy McGrady (Magic d'Orlando)
- Jermaine O'Neal (Pacers de l'Indiana)
- Paul Pierce (Celtics de Boston)
- Jamal Mashburn (Hornets de la Nouvelle-Orleans)
- Antoine Walker (Celtics de Boston)
- Žydrūnas Ilgauskas (Cavaliers de Cleveland)
- Brad Miller (Pacers de l'Indiana)

## Effectif All-Star de l'Ouest
- Tim Duncan (Spurs de San Antonio)
- Shaquille O'Neal (Lakers de Los Angeles)
- Kevin Garnett (Timberwolves du Minnesota)
- Chris Webber (Kings de Sacramento)
- Steve Francis (Rockets de Houston)
- Gary Payton (Bucks de Milwaukee)
- Kobe Bryant (Lakers de Los Angeles)
- Stephon Marbury (Suns de Phoenix)
- Dirk Nowitzki (Mavericks de Dallas)
- Steve Nash (Mavericks de Dallas)
- Shawn Marion (Suns de Phoenix)
- Yao Ming (Rockets de Houston)
- Predrag Stojaković (Kings de Sacramento)

## Changement du 5 de départ à l'Est
Le cinq de départ de chaque conférence est composé des joueurs avec le plus grand nombre de voix lors du vote du public. Le 5 de l'Est devait être composé d'Allen Iverson, Tracy McGrady, Vince Carter, Jermaine O'Neal et Ben Wallace. Michael Jordan n'était pas élu par le public et juste remplaçant. Il refuse les propositions d'Iverson et de McGrady de prendre leur place car il juge cela contraire au choix des fans. Lors du début de la rencontre, Michael Jordan est quand même dans le 5 de départ, Carter ayant cédé sa place pour le dernier All-Star Game de Jordan.

## Concours
- Vainqueur du concours de tir à 3 points : Predrag Stojaković.

- Vainqueur du concours de dunk : Jason Richardson.